# Bisbat de Pelplin

Mapa de les quatre diocesis catòliques de Prússia el.

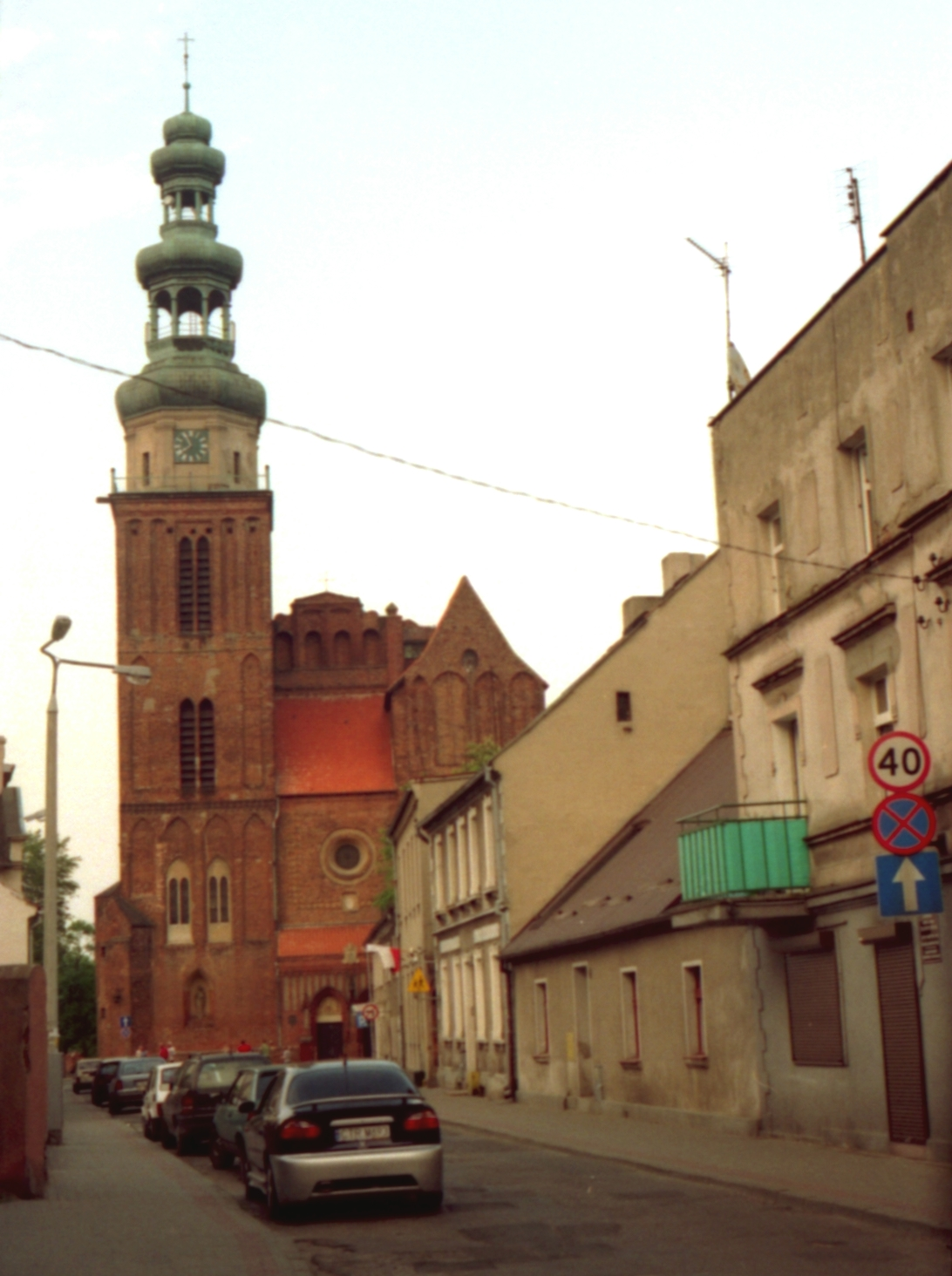
L'antiga catedral de la Santíssima Trinitat de Chełmża, avui cocatedral de la bisbat de Toruń.

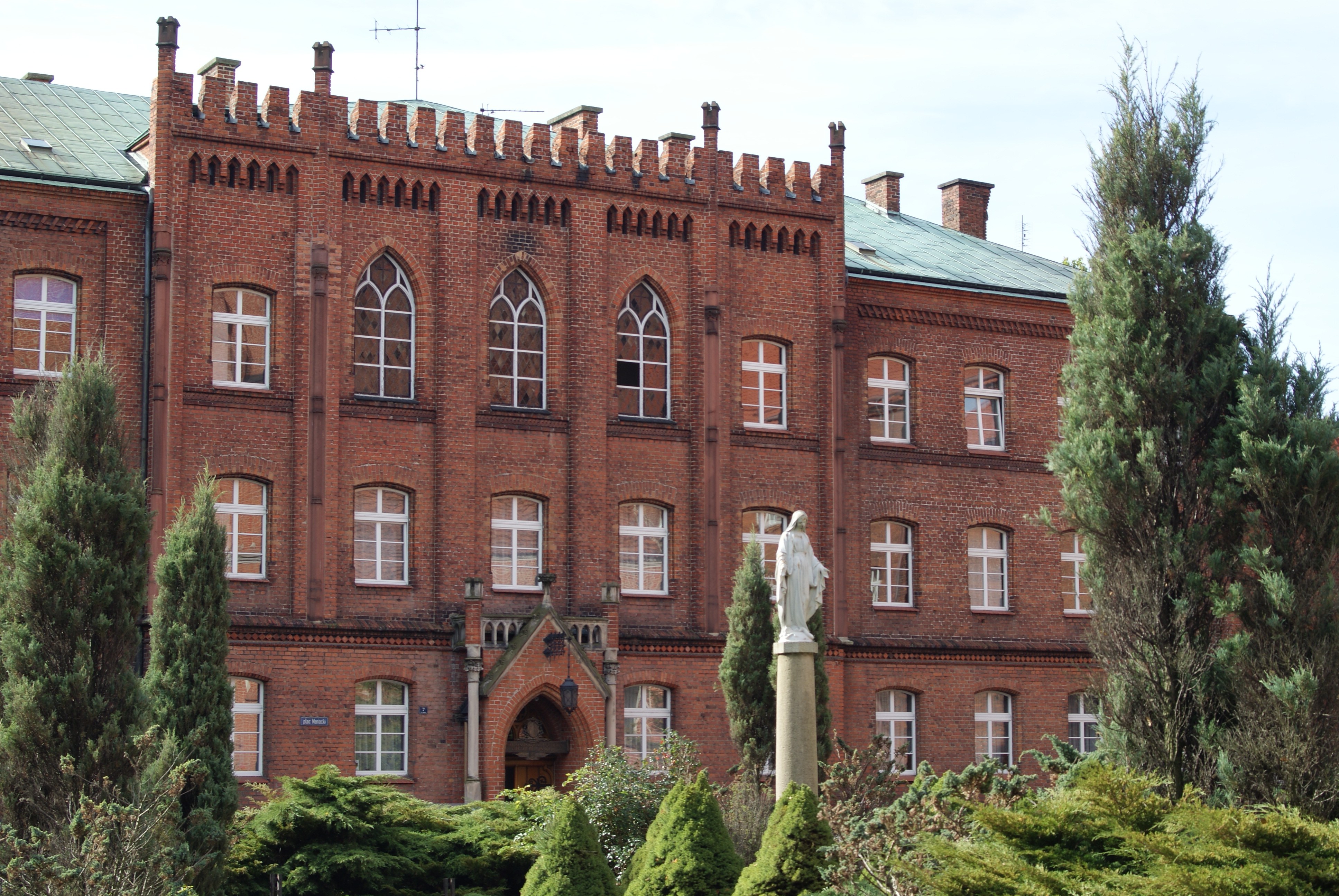
El seminari de Pelplin.

La diòcesi de Pelplin  (polonès:  Diecezja pelplińska; llatí: Dioecesis Pelplinensis) és una seu de l'Església catòlica a Polònia, sufragània de l'arquebisbat de Dànzing. Al 2013 tenia 732.000 batejats, sobre 732.000 habitants. Actualment està regida pel bisbe Ryszard Kasyna.

## Territori
La diòcesi comprèn aproximadament la part del voivodat de Pomerània a l'oest del Vístula, llevat el litoral bàltic oriental, que pertany a l'arxidiòcesi de Dànzing.
La seu episcopal era la ciutat de Pelpin, on es troba la catedral de l'Assumpció de Maria Verge. L'antiga catedral de la Santíssima Trinitat de Chełmża, i la cocatedral de la diòcesi de Toruń, sobre el territori de la qual està avui situada.
El territori s'estén sobre 13.361 km², i està dividit en 28 decanats i 289 parròquies.

## Història
Els orígens de la diòcesi de Chelmno (Culm o Kulm en alemany) són incerts. D'acord amb la historiografia tradicional alemanya, va ser erigit el 29 de juliol de 1243 amb la butlla His quae per dilectos filios del Papa Innocenci IV. Va ser una de les quatre diòcesis fundada pel legat papal Guillem de Mòdena a l'Estat de l'Ordre Teutònica, juntament amb la diòcesi de Vàrmia, de Sàmbia i de Pomesània.
No obstant això, a la seva Historiae Poloniae, l'historiador polonès Jan Długosz (conegut com a Johannes Longinus), secretari del cardenal Zbigniew Oleśnicki i arquebisbe de Lviv el 1480, data la fundació de la diòcesi al 966 amb el bisbe Ottaviano; el mateix Długosz menciona un altre bisbe, Marti, el 1070. Un tercer bisbe de Chelmno, Hipòlit romanus, és esmentat el 1180 a les obres de Nakielski i Miechovita. Finalment, d'acord amb una tradició anterior de Polònia al segle xix, un monjo cistercenc anomenat Cristiano hauria estat bisbe de Chelmno des del 1222 amb el mandat de evangelitzar els prussians encara pagans.
Certament, a les llistes episcopals reportades per Eubel i Gams, historiadors alemanys, comencen amb Heidenryk, consagrat el 1245, després de l'erecció (o refundació) de la diòcesi operada per Guillem de Mòdena. La diòcesi tenia el títol de Chelmno, encara que des de 1243 i fins 1824 la ciutat episcopal va ser Chełmża (en alemany: "Culmsee"); si Chelmno va ser seu episcopal, era certament abans de 1243.
Originalment sufragània de l'arxidiòcesi de Gniezno, els cavallers teutons van guanyar en 1253 que va ingressar a la província eclesiàstica de l'arxidiòcesi de Riga. Aquesta decisió, però confirmada pel Papa Alexandre IV el 1255, era a l'origen de les diferències i els conflictes greus. Després del Tractat de Torun de 1466, que va veure el retorn de la terra de Chełmno a Polònia, la diòcesi se sotmeté de nou a la metròpoli de Gniezno.
En el període 1243-1466, la major part dels bisbes eren l'originaris l'Orde Teutònica. Entre les principals figures, es recorden els de Heidenryk, primer bisbe, qui va coronar el 1253 Mindaugas, que es va convertir al cristianisme, rei de Lituània; Jan Kropidło, de la vida de l'església molt tempestuosa, que va ser bisbe de diverses diòcesis de Polònia; Arnold Stapel, que va celebrar el primer sínode diocesà conegut. Després de 1466, els bisbes Chelmno eren membres de dret del Senat de Polònia, al qual ocupava el novè lloc en l'ordre jeràrquic, i que va passar al dotzè en 1569, quan van entrar al Senat de Polònia també els bisbes de Lituània. Com a senadors, els bisbes de Chelmno, per tant, tenien forma d'assumptes polítics de la nació polonesa; en particular, alguns d'ells van ser acusats en el Registre de la Corona, o tant com els cancellers o vicecancellers. Entre aquests estava particularment Olszowski Andrzej (1661-1674); altres bisbes d'importància van ser: Jan Dantyszek (1530-1538), distingit humanista i poeta llatí, gran adversari del luteranisme, estadista i diplomàtic al servei de Segimon I de Polònia, Stanislao Osio (Hosius), un teòleg al Concili de Trento, diplomàtic i cardenal ; i Andrzej Leszczyński, que va fundar el seminari diocesà en 1651.
Després de la introducció del luteranisme a Prússia, la part del bisbat de Pomesània, que després de 1466 formava part del regne de Polònia, va ser annexat el 1601 a la diòcesi de Chelmno i al mateix temps els bisbes de Chelmno van ser nomenats administradors apostòlics del territori de bisbat de Pomesania que romanien en territori prussià (fins 1763).
Amb l'abolició definitiva de l'estat polonès (1794), la diòcesi es va trobar que formava part del regne de Prússia. El 16 juliol de 1821, amb la butlla De salute animarum, el Papa Pius VII va reorganitzar les circumscripcions eclesiàstiques catòliques de Prússia. La diòcesi de Chelmno s'amplià en gran manera amb territoris presos de l'arxidiòcesi de Gniezno a la riba esquerra del Vístula fins a abastar també les regions de l'est de Pomerània i la ciutat portuària de Gdansk. En 1824 el bisbat va ser traslladat d'Chełmża a Pelplin, segons el que estableix la butlla De salute animarum; no obstant això, la diòcesi va continuar amb el nom antic medieval.
Durant el segle xix es van succeir en el tron episcopal de Chelmno quatre bisbes alemanys des de 1833 a 1926; els seguí el bisbe Okoniewski, que durant la Segona Guerra Mundial es va exiliar, on va morir en 1944; durant la seva absència la diòcesi va ser governada pel bisbe alemany de Gdansk, Karol Maria Splett.
Després de la Primera Guerra Mundial, la diòcesi es va convertir en part de la nació polonesa restaurada a excepció d'algunes porcions de terra que es va mantenir en sòl alemany; Gdansk també va aconseguir l'}statuts de ciutat lliure. Entre 1923 i 1930 Chelmno va perdre aquests territoris: el deganat de Lauenburg es va convertir en administració apostòlica el 1923, annexa la prelatura territorial de Schneidemühl en 1930 ; el deganat de Gdansk va ser erigida en la diòcesi en 1925; finalment, els territoris que van romandre a Prússia Oriental van ser annexats a la diòcesi de Warmia el 1930.
El 2 de novembre de 1948 Chełmno es va convertir en sufragània de l'arquebisbat de Poznań.
Amb la butlla Totus Tuus Poloniae populus del 25 de març de 1992, el Papa Joan Pau II va reorganitzar completament les circumscripcions eclesiàstiques de Polònia, després de la caiguda del règim comunista. La diòcesi de Chelmno va canviar el seu nom pel de "diòcesi de Pelplin" i es va convertir en part de la nova província eclesiàstica de l'arxidiòcesi de Gdansk.Des del punt de vista territorial, la diòcesi va sofrir canvis significatius: va adquirir grans porcions de terra del bisbat de Koszalin-Kołobrzeg i de l'arquebisbat de Gniezno; al mateix temps va cedir la totalitat de la part nord de l'arxidiòcesi de Gdansk i tots els territoris de la riba dreta del Vístula per a l'erecció de les noves diòcesis de  Toruń i d'Elbląg.
El 24 de febrer de 2004 cedí una nova porció del seu territori en benefici de l'erecció de la diòcesi de Bydgoszcz.

## Cronologia episcopal
- Heidenryk, O.P. † (1245 - 29 de juny de 1262 mort)
- Friedrich von Hausen, O.T. † (1264 - vers 1274 mort)
- Werner von Kulm, O.T. † (21 de març de 1275 - 1291 o 1292 mort)
- Heinrich Schenk, O.T. † (3 d'octubre de 1292 - vers 1301 mort)
- Hermann von Kulm, O.T. † (10 de maig de 1303 - 1312 mort)
  - Sede vacante (1312-1319)
  - Eberhard von Kulm, O.T. † (vers 1312 - 1316 mort) (bisbe electe)[7]
- Nikolaus Afri, O.P. † (18 d'octubre de 1319 - 26 de setembre de 1323 mort)
- Otto von Kulm, O.T. † (23 de desembre de 1323 - 15 de febrer de 1348 mort)
- Jakob von Kulm, O.T. † (22 d'agost de 1349 - 19 de setembre de 1359 mort)
- Johann Schadland, O.P. † (16 de desembre de 1359 - 22 de març de 1363 nomenat bisbe de Hildesheim)
- Wikbold Dobilstein, O.T. † (24 de març de 1363 - 1385 renuncià)
- Reinhard von Sayn † (1385 - 24 d'agost de 1390 mort)
- Martin von Lynow, O.T. † (1390 - 1390)
- Nikolaus von Schieffenburg, O.T. † (20 de desembre de 1390 - 1 de juliol de 1398 nomenat bisbe de Kamień)
- Jan Kropidło (Johann von Oppeln) † (26 d'abril de 1398 - 27 de gener de 1402 nomenat bisbe de Włocławek)
- Arnold Stapel, O.T. † (26 de juliol de 1402 - 31 de maig de 1416 mort)
- Johann Marienau † (9 de maig de 1418 - 7 de març de 1457 mort)
  - Bartholomaeus Rogseri † (19 de març de 1460 - després de 23 d'octubre de 1461 renuncià) (bisbe electe)
  - Sede vacante (1457-1467)
- Wincenty Kiełbasa † (1 d'abril de 1467 - 8 de novembre de 1479 mort)
- Stefan z Niborka † (19 de gener de 1481 - després de 20 de maig de 1495 mort)
- Mikołaj Chrapicki † (vers 1495 - 1508 renuncià)
- Jan Konopacki † (23 de febrer de 1509 - 23 d'abril de 1530 mort)
- Jan Dantyszek † (3 d'agost de 1530 - 11 de gener de 1538 nomenat bisbe de Vàrmia)
- Tiedeman Giese † (11 de gener de 1538 - 20 de maig de 1549 nomenat bisbe de Vàrmia)
- Stanisław Hozjusz † (12 de juliol de 1549 - 11 de maig de 1551 nomenat bisbe de Vàrmia)
- Jan Lubodzieski † (18 de novembre de 1551 - 24 de març de 1562 mort)
- Stanisław Żelisławski, O.Cist. † (9 d'octubre de 1562 - 13 d'abril de 1571 mort)
  - Sede vacante (1571-1574)
- Piotr Kostka † (4 de juny de 1574 - 25 de gener de 1595 mort)
- Piotr Tylicki † (17 de juliol de 1595 - 9 d'octubre de 1600 nomenat bisbe de Vàrmia)
- Wawrzyniec Gembicki † (10 de novembre de 1600 - 19 d'abril de 1610 nomenat bisbe de Włocławek)
- Maciej Konopacki † (17 d'agost de 1611 - 1613 mort)
- Jan Kuczborski † (28 d'abril de 1614 - 1624 mort)
- Jakub Zadzik † (2 de desembre de 1624 - 17 de setembre de 1635 nomenat bisbe de Cracòvia)
- Jan Lipski † (1 d'octubre de 1635 - 20 de desembre de 1638 nomenat arquebisbe de Gniezno)
- Kasper Działyński † (27 de gener de 1639 - 1646 mort)
- Andrzej Leszczyński † (3 de desembre de 1646 - 8 de gener de 1653 nomenat arquebisbe de Gniezno)
- Jan Gembicki † (21 d'abril de 1653 - 11 d'octubre de 1655 nomenat bisbe de Płock)
- Jan Leszczyński † (10 de gener de 1656 - mort)
- Adam Koss † (19 de novembre de 1657 - 11 de febrer de 1661 mort)
- Andrzej Olszowski † (8 d'agost de 1661 - 26 de novembre de 1674 nomenat arquebisbe de Gniezno)
- Jan (Kazimierz) Małachowski † (22 de juny de 1676 - 12 de maig de 1681 nomenat bisbe de Cracòvia)
- Jan Kazimierz Opaliński, O.Cist. † (17 de novembre de 1681 - 22 de juliol de 1693 mort)
- Kazimierz Szczuka † (5 d'octubre de 1693 - 30 de juny de 1694 mort)
  - Sede vacante (1694-1699)
- Teodor Andrzej Potocki † (11 d'abril de 1699 - 1 de juny de 1712 nomenat bisbe de Vàrmia)
  - Sede vacante (1712-1718)
- Jan Kazimierz de Alten Bokum † (27 de juny de 1718 - 30 de juny de 1721 mort)
- Feliks Ignacy Kretowski † (30 d'agost de 1723 - 6 de desembre de 1730 mort)
- Tomasz Franciszek Czapski, O.Cist. † (6 de desembre de 1730 - 23 d'abril de 1733 mort)
  - Sede vacante (1733-1736)
- Adam Stanisław Grabowski † (26 de setembre de 1736 - 15 de juliol de 1739 nomenat bisbe de Włocławek)
- Andrzej Stanisław Załuski † (20 de juliol de 1739 - 2 de maig de 1746 nomenat bisbe de Cracòvia)
- Wojciech Stanisław Leski, O.Cist. † (10 d'abril de 1747 - 19 de setembre de 1758 mort)
- Andrzej Ignacy Baier † (12 de febrer de 1759 - 31 de gener de 1785 mort)
- Johann Karl von Hohenzollern-Hechingen † (31 de gener de 1785 - 18 de desembre de 1795 nomenat bisbe de Vàrmia)
- Franciszek Ksawery Rydzyński † (18 de desembre de 1795 - 17 d'octubre de 1814 mort)
  - Sede vacante (1814-1823)
- Ignacy Stanisław Matthy † (17 de novembre de 1823 - 20 de maig de 1832 mort)
- Anastasius Sedlag † (20 de gener de 1834 - 23 de setembre de 1856 mort)
- Johannes Nepomuk von der Marwitz † (3 d'agost de 1857 - 29 de març de 1886 mort)
- Leon Redner † (16 de novembre de 1886 - 1 d'abril de 1898 mort)
- Augustinus Rosentreter † (27 de febrer de 1899 - 4 d'octubre de 1926 mort)
- Stanisław Wojciech Okoniewski † (4 d'octubre de 1926 - 1 de maig de 1944 mort)
  - Karol Maria Splett † (5 de desembre de 1940 - 1945 renuncià) (administrador apostòlic)
- Kazimierz Józef Kowalski † (4 de març de 1946 - 6 de maig de 1972 mort)
- Bernard Czapliński † (16 de març de 1973 - 30 de desembre de 1980 mort)
- Marian Przykucki † (15 de juny de 1981 - 25 de març de 1992 nomenat arquebisbe de Stettino-Kamień)
- Jan Bernard Szlaga † (25 de març de 1992 - 25 d'abril de 2012 mort)
- Ryszard Kasyna, des del 27 d'octubre de 2012

## Estadístiques
A finals del 2013, la diòcesi tenia 732.000 batejats sobre una població de 732.000 persones, equivalent al 100,0% del total.
| any  | població  | població  | població | sacerdots | sacerdots       | sacerdots       | sacerdots             | diaques | religiosos | religiosos | parròquies |
| ---- | --------- | --------- | -------- | --------- | --------------- | --------------- | --------------------- | ------- | ---------- | ---------- | ---------- |
| any  | batejats  | total     | %        | total     | clergat secular | clergat regular | batejats por sacerdot | diaques | homes      | dones      |            |
| 1950 | 986.387   | 1.017.923 | 96,9     | 597       | 468             | 129             | 1.652                 |         | 92         | 843        | 346        |
| 1959 | 1.022.391 | 1.032.365 | 99,0     | 740       | 620             | 120             | 1.381                 |         | 120        | 983        | 357        |
| 1970 | 1.190.723 | 1.212.688 | 98,2     | 881       | 730             | 151             | 1.351                 |         | 178        | 964        | 355        |
| 1980 | 1.392.721 | 1.447.614 | 96,2     | 878       | 751             | 127             | 1.586                 |         | 145        | 824        | 391        |
| 1990 | 1.612.307 | 1.697.528 | 95,0     | 955       | 809             | 146             | 1.688                 |         | 160        | 812        | 463        |
| 1999 | 802.038   | 850.186   | 94,3     | 537       | 459             | 78              | 1.493                 |         | 82         | 340        | 295        |
| 2000 | 802.000   | 850.370   | 94,3     | 555       | 475             | 80              | 1.445                 |         | 84         | 330        | 298        |
| 2001 | 802.000   | 850.000   | 94,4     | 550       | 475             | 75              | 1.458                 |         | 80         | 320        | 299        |
| 2002 | 802.000   | 850.000   | 94,4     | 557       | 479             | 78              | 1.439                 |         | 81         | 316        | 300        |
| 2003 | 802.000   | 850.000   | 94,4     | 556       | 479             | 77              | 1.442                 |         | 80         | 310        | 301        |
| 2004 | 802.000   | 850.000   | 94,4     | 553       | 483             | 70              | 1.450                 |         | 73         | 317        | 301        |
| 2013 | 732.000   | 732.000   | 100,0    | 577       | 497             | 80              | 1.268                 | 1       | 89         | 203        | 289        |